# Дани
Вижте пояснителната страница за други значения на Дани.
Даните са северногерманско племе, обитавало днешна южна Швеция и полуостров Ютланд. Те били много издръжливи и силни бойци. Даните предприемат нападения над Великобритания и Ирландия през 800 г. и след поредица от сражения, през 865 г. трайно се установяват на английска територия.